# Monuments nationaux de Trnovo (canton de Sarajevo)
Cet article recense les monuments nationaux situés sur le territoire de la municipalité de Trnovo (canton de Sarajevo) en Bosnie-Herzégovine et dans la fédération de Bosnie-et-Herzégovine. La liste établie par la Commission pour la protection des monuments nationaux compte 7 monuments nationaux inscrits sur la liste principale et 2 monuments inscrits sur une liste provisoire.

## Monuments nationaux
| Monument                    | Localité        | Géolocalisation | Datation                    | Commentaire éventuel                                                       | Photo |
| --------------------------- | --------------- | --------------- | --------------------------- | -------------------------------------------------------------------------- | ----- |
| Mosquée d'Umoljani          | Umoljani        |                 | Début du XXe siècle         | Avec son sa cour intérieure (harem) et son cimetière                       |       |
| Nécropole de Delijaš        | Delijaš         |                 | Moyen Âge                   | Avec 243 stećci                                                            |       |
| Nécropole de Prečani        | Prečani         |                 | Moyen Âge, période ottomane | Avec 184 stećci et des nisans (stèles ottomanes)                           |       |
| Nécropole de Han            | Šabići          |                 | Moyen Âge                   | Avec 53 stećci                                                             |       |
| Nécropole de Kapova selišta | Ledići-Borija   |                 | Moyen Âge                   | Avec 117 stećci                                                            |       |
| Nécropole de Zlatarić       | Ledići          |                 | Moyen Âge                   | Avec 73 stećci                                                             |       |
| Nécropole d'Umoljani        | Umoljani-Dolovi |                 | Moyen Âge, période ottomane | Stećci et nisans (stèles ottomanes), vestiges d'une construction médiévale |       |

## Liste provisoire
| Monument                                | Localité | Géolocalisation | Datation | Commentaire éventuel | Photo |
| --------------------------------------- | -------- | --------------- | -------- | -------------------- | ----- |
| Église Saint-Georges-le-Grand de Trnovo | Trnovo   |                 |          |                      |       |
| Mémorial et ossuaire de Trnovo          | Trnovo   |                 |          |                      |       |